# Ласта (часопис)
Ласта је био дечији часопис, лист за српчад, чији је први број изашао 25. марта 1894. године у Београду и излазио је све до 1897. године. Часопис је излазио једном месечно, у току школске године, првих пет бројева у првом, а других пет у другом полугодишту. Уредник Ласте био је Мил. Марковић, секретар министарства просвете, а штампала га је Државна штампарија Краљевине Србије. Претплата се примала унапред, за годину и пола године, а износила је 4 односно 2 динара за Србију, и 6 или 3 динара за иностранство, односно форинти за Аустроугарску. Прва четири броја излазили су као двоброји, односно два броја у оквиру једног штампаног издања.